# مایو تسوروتا
مایو تسوروتا (انگلیسی: Mayu Tsuruta؛ زادهٔ ۲۵ آوریل ۱۹۷۰) بازیگر، و صداپیشگی در ژاپن اهل ژاپن است.
از فیلم‌ها یا برنامه‌های تلویزیونی که وی در آن نقش داشته است می‌توان به هانا نو ران، قلعه جغدها، و نیمه اقرار اشاره کرد.